# Gran Canaria (romanzo)
Gran Canaria, titolo originale Grand Canary, è il terzo romanzo dello scrittore e medico scozzese A. J. Cronin, pubblicato nel 1933.

## Trama
Ambientato in Spagna, il romanzo narra la storia del dottor Harvey Leith, un medico inglese che viene ingiustamente accusato della morte di tre pazienti e lascia il suo paese in disgrazia, trovando infine la redenzione quando spinto nel mezzo di un'epidemia di febbre gialla nelle Isole Canarie.
Lady Mary Fielding, in viaggio con alcuni conoscenti in cerca di un cambiamento dalla sua monotona routine fatta di lusso nella residenza del marito nella campagna inglese, incontra il dottor Leith, che ha intenzione di affogare i suoi dispiaceri nel bere, e fra i due nasce un'immediata intesa sul piroscafo in rotta verso le Isole Canarie. Giunti a destinazione, mentre Leith si impegna nella cura dei malati di febbre gialla, Mary decide di raggiungerlo e si ammala di febbre gialla a sua volta. Il dottor Leith la cura disperatamente fino alla sua miracolosa guarigione, ma quando ciò avviene, il marito arriva dall' Inghilterra e riporta a casa sia Mary che Leith, considerandolo il salvatore della moglie. Leith fugge a Londra disperando di poter ormai vivere il suo amore con Mary, ma dopo aver accettato un nuovo e promettente incarico scopre che la moglie ha lasciato il marito e sta per raggiungerlo per iniziare una nuova vita insieme.

## Adattamenti cinematografici
- La Fox Film Corporation ha prodotto l'omonimo film[1] nel 1934, diretto da Jesse L. Lasky e Irving Cummings.

## Edizioni
- Cronin A.J., Gran Canaria, Bompiani, 1939.